# 鳳凰城公開賽
鳳凰城公開賽（英語：Phoenix Open），又稱廢品管理鳳凰城公開賽（Waste Management Phoenix Open），是美國高爾夫球PGA巡迴賽的一個賽事，在每年一月底或二月初舉行，並經常與NFL超級盃當週重疊。鳳凰城公開賽開始於1932年，由於每年觀看這項比賽的觀眾人數眾多，因此鳳凰城公開賽又有「The Greatest Show on Grass」的別稱。

## 外部連結
- 官方网站
- Coverage on the PGA Tour's official site （页面存档备份，存于）

33°38′17″N 111°54′40″W / 33.638°N 111.911°W